# Ambaville blanc
Hubertia tomentosa
Pour les articles homonymes, voir Ambaville (homonymie).
Espèce
Classification phylogénétique
L'ambaville blanc ou ambaville blanche (Hubertia tomentosa) est une espèce de plante à fleurs de la famille des Asteracées proche de l'ambaville (Hubertia ambavilla) dont elle diffère notamment par des feuilles duveteuses qui lui donnent son aspect blanchâtre.

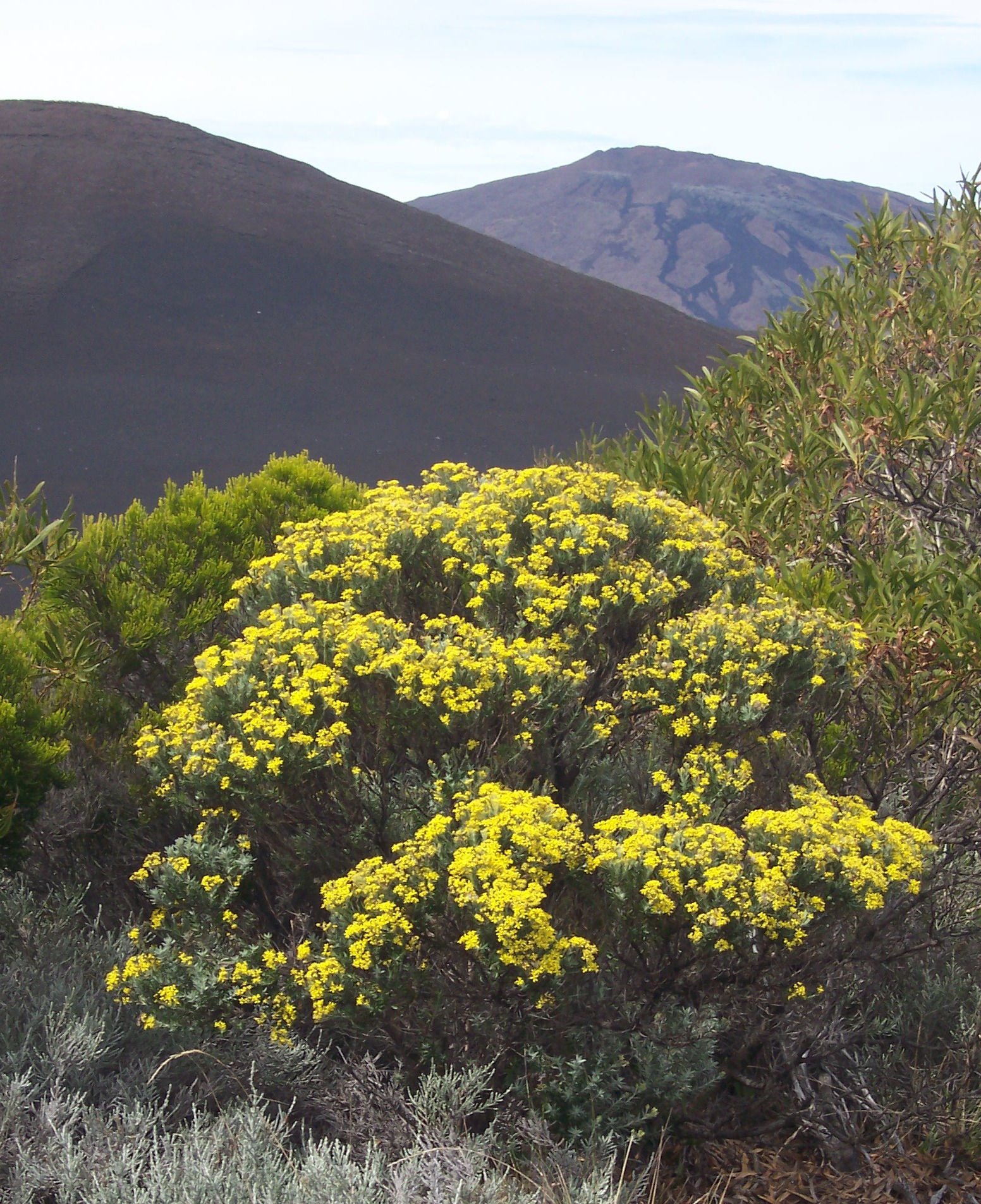
Buisson en fleurs devant le Piton de la Fournaise.

C'est un arbuste endémique de La Réunion, constitutif des landes d'altitude (appelées branles ou fourrés éricoïdes).

## Description
Par son aspect général, l'ambaville blanc peut être confondu avec l'ambaville bâtard (Phylica nitida) avec lequel il vit souvent en mélange. On appelle d'ailleurs parfois ambaville blanc le Phylica nitida. Ces deux espèces appartiennent cependant à deux familles très différentes et se distinguent très facilement par leurs floraisons.

## Informations complémentaires
- Flore endémique de La Réunion.